# Longevelle-sur-Doubs
Longevelle-sur-Doubs é uma comuna francesa na região administrativa de Borgonha-Franco-Condado, no departamento de Doubs. Estende-se por uma área de 8,31 km². Em 2010 a comuna tinha 689 habitantes (densidade: 82,9 hab./km²).